# Biblioteca Nacional da Eslováquia
A Biblioteca Nacional da Eslováquia (Slovenská národná knižnica, em eslovaco) é, como o nome indica, a biblioteca nacional da República Eslovaca. Está localizada em Martin e em 2010 tinha 4,7 milhões de documentos. Tem a sua origem na instituição cultural Matica Slovenská, fundada em 1863.